# Scheloribates iteratus
Scheloribates iteratus är en kvalsterart som beskrevs av Subías 2004. Scheloribates iteratus ingår i släktet Scheloribates och familjen Scheloribatidae. Inga underarter finns listade i Catalogue of Life.